# Теория трансцендентных чисел
Теория трансценде́нтных чисел — раздел теории чисел, изучающий трансцендентные числа, то есть числа (вещественные или комплексные), которые не могут быть корнями никакого многочлена с целыми коэффициентами. Например, такие важнейшие константы анализа, как {\displaystyle \pi } и e, являются трансцендентными, а {\displaystyle {\sqrt {2}}} не является, поскольку {\displaystyle {\sqrt {2}}} есть корень многочлена {\displaystyle x^{2}-2}.
Одна из главных проблем данной теории — выяснить, является ли заданное число трансцендентным или нет. Методы и результаты теории трансцендентных чисел широко применяются при исследовании диофантовых уравнений.

## Трансцендентные числа
Согласно основной теореме алгебры, любой ненулевой многочлен с целыми коэффициентами имеет комплексный корень. Другими словами, для любого полинома {\displaystyle P(x)} с целыми коэффициентами существует комплексное число {\displaystyle \alpha } такое, что {\displaystyle P(\alpha )=0.} Теория трансцендентных чисел рассматривает преимущественно обратный вопрос: дано комплексное число {\displaystyle \alpha }; определить, существует ли многочлен {\displaystyle P(x)} с целыми коэффициентами такой, что {\displaystyle P(\alpha )=0.} Если доказано, что такого полинома не существует, значит, тем самым доказана трансцендентность числа {\displaystyle \alpha }.
Совокупность корней всех многочленов с целыми коэффициентами называется множеством алгебраических чисел. Например, всякое рациональное число {\displaystyle {m \over n}} является алгебраическим как корень многочлена {\displaystyle nx-m;} всевозможные конечные комбинации радикалов произвольной степени из целых чисел также относятся к алгебраическим числам. Таким образом, все комплексные числа делятся на два непересекающихся класса — алгебраические и трансцендентные. Как выяснилось, трансцендентных чисел в некотором смысле гораздо больше, чем алгебраических.
В отличие от множества алгебраических чисел, которое является полем, трансцендентные числа не образуют никакой алгебраической структуры относительно арифметических операций — результат сложения, вычитания, умножения и деления трансцендентных чисел может быть как трансцендентным, так и алгебраическим числом. Однако некоторые ограниченные способы получить трансцендентное число из другого трансцендентного существуют.
1. Если t — трансцендентное число, то {\displaystyle -t} и {\displaystyle 1/t} также трансцендентны.
2. Если a — алгебраическое число, не равное нулю, t — трансцендентное, то {\displaystyle a\pm t,\ at,\ a/t,\ t/a} трансцендентны.
3. Если t — трансцендентное число, а {\displaystyle n} — натуральное, то {\displaystyle t^{n}} и {\displaystyle {\sqrt[{n}]{t}}} трансцендентны.

## История

### Приближение рациональными числами: от Лиувилля до Рота
Понятие трансцендентных чисел, противопоставленных алгебраическим, восходит к семнадцатому веку, когда Готфрид Лейбниц доказал, что синус не является алгебраической функцией. Более обстоятельно этот вопрос в 1740-е годы рассмотрел Эйлер; он заявил, что значение логарифма {\displaystyle \log _{a}{b}} для рациональных чисел {\displaystyle a,b} не является алгебраическим, за исключением случая, когда {\displaystyle b=a^{c}} для некоторого рационального {\displaystyle c.} Это утверждение Эйлера оказалось верным, но не было доказано вплоть до XX века. Эйлеру принадлежат и сами термины: алгебраическое и трансцендентное число (в работе 1775 года).
Первые конкретные примеры трансцендентных чисел указал Жозеф Лиувилль в 1840-х годах с помощью непрерывных дробей. Позднее, в 1850-х годах, он сформулировал необходимое условие для того, чтобы число было алгебраическим; соответственно, если это условие нарушается, то число заведомо трансцендентно. С помощью такого критерия он описал широкий класс трансцендентных чисел, получивший название «чисел Лиувилля». Позднее было установлено, что числа Лиувилля образуют на вещественной числовой оси всюду плотное множество, имеющее мощность континуума и вместе с тем нулевую меру Лебега.
Критерий Лиувилля по существу означает, что алгебраические числа не могут быть хорошо аппроксимированы (приближены) рациональными числами (см. Теорема Лиувилля о приближении алгебраических чисел). Таким образом, если число хорошо аппроксимируется рациональными числами, то оно обязано быть трансцендентным. Точный смысл понятия «хорошо аппроксимируется» у Лиувилля следующий: если {\displaystyle \alpha } является алгебраическим числом степени {\displaystyle d\geqslant 2} и ε — любое положительное число, то неравенство
{\displaystyle \left|\alpha -{\frac {p}{q}}\right|<{\frac {1}{q^{d+\varepsilon }}}}
может иметь лишь конечное число рациональных решений {\displaystyle p/q.} Таким образом, для доказательства трансцендентности следует убедиться, что при любых {\displaystyle d} и {\displaystyle \varepsilon >0} существует бесконечно много решений указанного неравенства.
В XX веке труды Акселя Туэ, Карла Зигеля и Клауса Рота позволили несколько упростить проверку неравенства Лиувилля, заменив выражение {\displaystyle d+\varepsilon } сначала на {\displaystyle d/2+\varepsilon +1}, а затем (1955 год) на {\displaystyle 2+\varepsilon .} Этот результат, известный как теорема Туэ — Зигеля — Рота, как полагали, уже не может быть улучшен, так как проверено, что замена {\displaystyle 2+\varepsilon } на просто 2 даёт ошибочное утверждение. Однако Серж Ленг предложил улучшение версии Рота; в частности, он предположил, что {\displaystyle q^{2+\varepsilon }} можно заменить на меньшее выражение {\displaystyle q^{2}\ln(q)^{1+\varepsilon }}.
Теорема Туэ — Зигеля — Рота эффективно завершила работу, начатую Лиувиллем, она позволила математикам доказать трансцендентность многих чисел — например, постоянной Чемпернауна. Тем не менее данная методика недостаточно сильна, чтобы обнаружить все трансцендентные числа; в частности, она неприменима к числам {\displaystyle e} и {\displaystyle \pi }.

### Вспомогательные функции: от Эрмита до Бейкера
Для анализа таких чисел, как {\displaystyle e} и {\displaystyle \pi }, в девятнадцатом веке были разработаны другие методы. Указанные две константы, как известно, связаны тождеством Эйлера. Удобным инструментом анализа стали так называемые вспомогательные функции, которые имеют много нулей в исследуемых точках. Здесь много нулей может означать буквально большое число нулей, или всего один ноль, но с высокой кратностью, или даже множество нулей с высокой кратностью каждый.
Шарль Эрмит в 1873 году, чтобы доказать трансцендентность {\displaystyle e}, использовал вспомогательные функции, аппроксимирующие функцию {\displaystyle e^{kx}} для каждого натурального числа {\displaystyle k}. В 1880-е годы результаты Эрмита были использованы Фердинандом фон Линдеманом для того, чтобы доказать: если {\displaystyle \alpha } — ненулевое алгебраическое число, то {\displaystyle e^{\alpha }} трансцендентно. В частности, отсюда следует, что число {\displaystyle \pi } трансцендентно, поскольку {\displaystyle e^{i\pi }} является алгебраическим числом (равно −1). Это открытие закрывает такую известную проблему античности, как «квадратура круга». Другой класс чисел, чья трансцендентность следует из теоремы Линдемана — логарифмы алгебраических чисел.
Дальнейшим развитием темы занялся Карл Вейерштрасс, опубликовавший в 1885 году теорему Линдемана — Вейерштрасса. Он значительно расширил класс чисел с доказанной трансцендентностью, включив в него значения функций синуса и косинуса почти для всех алгебраических значений аргументов.
В 1900 году Давид Гильберт в докладе на Втором Международном конгрессе математиков перечислил важнейшие математические проблемы. В седьмой из них, одной из самых трудных (по его собственной оценке), ставился вопрос о трансцендентности чисел вида {\displaystyle a^{b}}, где {\displaystyle a} и {\displaystyle b} — алгебраические числа, {\displaystyle a} не ноль и не единица, а {\displaystyle b} иррационально. В 1930-х годах Александр Гельфонд и Теодор Шнайдер доказали, что все такие числа действительно трансцендентны (теорема Гельфонда — Шнайдера). Авторы использовали для доказательства неявную вспомогательную функцию, существование которой гарантирует лемма Зигеля. Из теоремы Гельфонда — Шнайдера вытекает трансцендентность таких чисел, как {\displaystyle 2^{\sqrt {2}}} и постоянная Гельфонда.
Следующий важный результат в этой области был получен в 1960-х годах, когда Алан Бейкер продвинулся в решении проблемы, поставленной Гельфондом и касающейся линейных форм над логарифмами. Ранее Гельфонду удалось найти нетривиальную нижнюю границу для выражения:
{\displaystyle |\beta _{1}\log \alpha _{1}+\beta _{2}\log \alpha _{2}|},
где все четыре неизвестные величины являются алгебраическими, причём {\displaystyle \alpha _{1}} и {\displaystyle \alpha _{2}} не равны нулю или единице, а {\displaystyle \beta _{1}} и {\displaystyle \beta _{2}} иррациональны. Найти аналогичные нижние границы для суммы трёх и более логарифмов Гельфонду не удалось. Доказательство теоремы Бейкера содержало нахождение таких границ и решение проблемы числа классов Гаусса. Эта работа принесла Бейкеру премию Филдса 1970 года за её использование для решения диофантовых уравнений.
Из теоремы Бейкера следует, что если {\displaystyle \alpha _{1}\dots \alpha _{n}} — алгебраические числа, не равные нулю или единице, и {\displaystyle \beta _{1}\dots \beta _{n}} — алгебраические числа такие, что {\displaystyle 1,\beta _{1}\dots \beta _{n}} линейно независимы над полем рациональных чисел, то число {\displaystyle \alpha _{1}^{\beta _{1}}\alpha _{2}^{\beta _{2}}\cdots \alpha _{n}^{\beta _{n}}} трансцендентно.

### Другие методы: Кантор и Зильбер
В 1874 году Георг Кантор, разрабатывая свою теории множеств, доказал, что алгебраические числа могут быть поставлены во взаимно-однозначное соответствие с множеством натуральных чисел. Другими словами, множество алгебраических чисел счётно, а тогда множество трансцендентных чисел должно быть не только бесконечно, но и более чем счётно (континуально). Позже, в 1891 году, Кантор использовал для доказательства более простой и привычный диагональный метод. Встречаются мнения, что эти результаты Кантора непригодны для построения конкретных трансцендентных чисел, однако на деле доказательства в обоих вышеупомянутых документах дают методы построения трансцендентных чисел. Кантор использовал теорию множеств для доказательства полноты множества трансцендентных чисел.
Одной из последних тенденций при решении задач теории трансцендентных чисел стало использование теории моделей. Проблема состоит в том, чтобы определить степень трансцендентности поля
{\displaystyle K=\mathbb {Q} (x_{1},\ldots ,x_{n},e^{x_{1}},\ldots ,e^{x_{n}})}
для комплексных чисел {\displaystyle x_{1},\ldots ,x_{n}}, которые являются линейно независимыми над полем рациональных чисел. Стивен Шеньюл (Stephen Schanuel) предположил, что ответ, по крайней мере, {\displaystyle n}, но доказательства этого пока нет. В 2004 году Борис Зильбер опубликовал работу, которая использует теоретико-модельные методы, чтобы создать структуру, которая ведёт себя очень похоже на комплексные числа, снабжённые операциями сложения, умножения и возведения в степень. Кроме того, в этой абстрактной структуре гипотеза Шеньюла действительно выполняется. Пока нет уверенности, что эта структура действительно такая же, как комплексные числа с названными операциями.

## Подходы
Поскольку множество алгебраических чисел всего лишь счётно, то «почти все» числа трансцендентны. Трансцендентные числа, таким образом, представляют типичный случай; однако обычно не просто доказать, что данное число является трансцендентным. По этой причине теория трансцендентности часто предпочитает более количественный подход: пусть дано комплексное число α; спрашивается, насколько близко оно к алгебраическим числам? Например, если удаётся показать, что никакой рост степени многочлена или его коэффициентов не может сделать α его корнем, то это число должно быть трансцендентным.
Для реализации этой идеи можно найти нижнюю границу формы:
{\displaystyle |P(\alpha )|>F(A,d)},
где правая сторона — некоторая положительная функция, зависящая от некоторой меры {\displaystyle A} коэффициентов многочлена и его степени {\displaystyle d;} нижняя грань («мера трансцендентности») определяется по всем ненулевым многочленам. Случай {\displaystyle d=1} соответствует классической задаче диофантовых приближений, то есть поиску нижней грани для выражения:
{\displaystyle |ax+b|}.
Методы теории трансцендентности и диофантовых приближений имеют много общего: они оба используют концепцию вспомогательных функций.

## Обобщения
Определение трансцендентности можно обобщить. Набор чисел {\displaystyle \alpha _{1}\dots \alpha _{n}} называется алгебраически независимым над полем {\displaystyle K}, если не существует ненулевого многочлена {\displaystyle P(x_{1}\dots x_{n})} с коэффициентами в {\displaystyle K} такого, что {\displaystyle P(\alpha _{1}\dots \alpha _{n})=0.} Для поля рациональных чисел и набора из одного числа {\displaystyle \alpha } это определение совпадает с данным выше определением трансцендентности {\displaystyle \alpha }. Разработана также теория трансцендентных p-адических чисел.

## Открытые проблемы
Упомянутая выше теорема Гельфонда–Шнайдера открыла обширный класс трансцендентных чисел, но этот класс всего лишь счётный, и для многих важных констант до сих пор не известно, трансцендентны ли они. Не всегда даже известно, являются ли они иррациональными. Среди них, например, различные сочетания {\displaystyle \pi } и e, константа Апери, постоянная Эйлера — Маскерони.
Существующие достижения в теории касаются преимущественно чисел, связанных с экспонентой. Это означает, что нужны совершенно новые методы. Главная проблема в теории трансцендентности — доказать, что конкретный набор трансцендентных чисел является алгебраически независимым, это более сильное утверждение, чем то, что отдельные числа в наборе трансцендентны. Мы знаем, что {\displaystyle \pi } и e трансцендентны, но это не означает, что трансцендентно {\displaystyle \pi +e} или другие комбинации этих чисел (за исключением {\displaystyle e^{\pi }}, постоянной Гельфонда, которая, как уже известно, трансцендентна). Гипотеза Шеньюла решает проблему с {\displaystyle \pi +e}, однако она также относится только к числам, связанным с экспонентой.